# Golden Globes
Pour les articles homonymes, voir Golden Globe.
Les Golden Globes (officiellement intitulés Golden Globe Awards) sont des récompenses de cinéma et de télévision américaines décernées chaque année depuis 1944 par la Hollywood Foreign Press Association (HFPA). En 2022, la HFPA compte 200 membres dans son corps de votants.
Ils récompensent chaque année les meilleurs films, les meilleures œuvres de fiction télévisuelles et les meilleurs professionnels du cinéma et de la télévision américaine. Ce sont les équivalents télévisuels des Oscars (exclusivement pour le cinéma), des Emmy Awards (exclusivement pour la télévision), des Grammy Awards (pour la musique) et des Tony Awards (pour le théâtre).
Ils constituent, avec les Oscars, l'une des principales récompenses de cinéma aux États-Unis.

## Historique

Dessin stylisé du trophée des Golden Globes.

La première cérémonie des Golden Globes a eu lieu en 1944, dans les studios 20th Century Fox. Elle a depuis été organisée chaque année, principalement au Beverly Hilton de Los Angeles, ainsi qu'à l'Hotel Roosevelt.
En 1950, la Hollywood Foreign Press Association a pris la décision de créer un prix spécial qui reconnaît les contributions exceptionnelles dans l'industrie du divertissement. Ce prix a été nommé Cecil B. DeMille Award, en l'honneur du réalisateur et producteur américain Cecil B. DeMille.
Reconnaissant l'impact que les films d'animation ont eu sur l'industrie cinématographique, la Hollywood Foreign Press Association a annoncé en 2006 la création du Golden Globe du meilleur film d'animation, pour la première fois décerné lors de la 64e cérémonie.
Les revenus du gala ont permis à la HFPA de donner des millions de dollars à des organismes de bienfaisance liés au divertissement, ainsi que des bourses de financement et de financer divers programmes de promotion du cinéma et de la télévision.
Le 7 janvier 2008, il a été annoncé qu'en raison de la grève des scénaristes américains de 2007-2008, la 65e cérémonie des Golden Globes ne serait pas retransmise en direct. La cérémonie a été confrontée à une menace de la part des scénaristes en grève de saboter l'événement, ainsi que de la part des acteurs, ayant menacé de boycotter la cérémonie. Finalement, elle a été remplacée par une conférence de presse durant laquelle ont été cités les vainqueurs.

## Cérémonies
La cérémonie des Golden Globes est diffusée dans plus de 150 pays à travers le monde, et se classe généralement troisième programme du genre le plus visionné chaque année, derrière les Oscars et les Grammy Awards.

## Catégories de récompenses

### Cinéma
Récompenses actuelles :
- Meilleur film dramatique (Best Motion Picture - Drama) — depuis 1952
- Meilleur acteur dans un film dramatique (Best Performance by an Actor in a Motion Picture - Drama) — depuis 1951
- Meilleure actrice dans un film dramatique (Best Performance by an Actress in a Motion Picture - Drama) — depuis 1951
- Meilleur film musical ou comédie (Best Motion Picture - Musical or Comedy) — depuis 1952
- Meilleur acteur dans un film musical ou une comédie (Best Performance by an Actor in a Motion Picture - Musical or Comedy) — depuis 1951
- Meilleure actrice dans un film musical ou une comédie (Best Performance by an Actress in a Motion Picture - Musical or Comedy) — depuis 1951
- Meilleur acteur dans un second rôle (Best Performance by an Actor in a Supporting Role in a Motion Picture) — depuis 1944
- Meilleure actrice dans un second rôle (Best Performance by an Actress in a Supporting Role in a Motion Picture) — depuis 1944
- Meilleur réalisateur (Best Director - Motion Picture) — depuis 1944
- Meilleur scénario (Best Screenplay - Motion Picture) — depuis 1948
- Meilleure musique de film (Best Original Score - Motion Picture) — depuis 1948
- Meilleure chanson originale (Best Original Song - Motion Picture) — depuis 1962
- Meilleur film en langue étrangère (Best Foreign Language Film) — depuis 1950
- Meilleur film d'animation (Best Animated Feature) — depuis 2007
- Meilleure réussite cinématographique et au box-office (Best Cinematic and Box Office Achievement – Motion Picture) — depuis 2024

Récompenses passées :
- Meilleur film (Best Picture) — de 1944 à 1951
- Meilleur acteur (Best Actor in a Leading Role) — de 1944 à 1950
- Meilleure actrice (Best Actress in a Leading Role) — de 1944 à 1950
- Contribution spéciale (Special Achievement Award) — de 1947 à 1993 (de façon irrégulière)
- Meilleur film en langue anglaise (Best Foreign Film - English Language) — de 1966 à 1973
- Meilleur film en langue étrangère (Best Foreign Film - Foreign Language) — de 1966 à 1973
- Révélation masculine de l'année (New Star of the Year - Actor) — 1948, 1950, de 1952 à 1981 et 1983
- Révélation féminine de l'année (New Star of the Year - Actress) — 1948, 1950, de 1952 à 1981 et 1983
- Meilleur documentaire (Documentary) — 1955 ; de 1973 à 1977
- Meilleure promotion pour l'entente internationale (Promoting International Understanding) — 1946, 1947 et de 1949 à 1964
- Meilleure couverture médiatique internationale (International News Coverage) — 1963 pour le satellite Telstar 1
- Golden Globe de la jeunesse (Juvenile Performance) — 1948, 1949, 1953 et 1959
- Meilleure photographie (Cinematography) — de 1948 à 1950 :
  - Meilleure photographie noir et blanc (Cinematography - Black And White) — de 1951 à 1955 et 1963
  - Meilleure photographie couleur (Cinematography - Color) — de 1951 à 1955 et 1963
- Meilleure utilisation de la couleur (Outstanding Use of Color) — 1950

### Télévision
Récompenses actuelles :
- Meilleure série télévisée dramatique (Best Television Series - Drama) — depuis 1963
- Meilleur acteur dans une série télévisée dramatique (Best Performance by an Actor in a Television Series - Drama) — depuis 1970
- Meilleure actrice dans une série télévisée dramatique (Best Performance by an Actress in a Television Series - Drama) — depuis 1970
- Meilleure série télévisée musicale ou comique (Best Television Series - Musical or Comedy) — depuis 1963
- Meilleur acteur dans une série télévisée musicale ou comique (Best Performance by an Actor in a Television Series - Musical or Comedy) — depuis 1970
- Meilleure actrice dans une série télévisée musicale ou comique (Best Performance by an Actress in a Television Series - Musical or Comedy) — depuis 1970
- Meilleur acteur dans un second rôle dans une série musicale, comique ou dramatique (Best Supporting Actor in a Television Series/Musical-Comedy or Drama) — depuis 2023[5]
- Meilleure actrice dans un second rôle dans une série musicale, comique ou dramatique (Best Supporting Actress in a Television Series/Musical-Comedy or Drama) — depuis 2023[5]
- Meilleure mini-série ou meilleur téléfilm (Best Mini-Series or Motion Picture Made for Television) — depuis 1972
- Meilleur acteur dans une mini-série ou un téléfilm (Best Performance by an Actor in a Mini-Series or a Motion Picture Made for Television) — depuis 1982
- Meilleure actrice dans une mini-série ou un téléfilm (Best Performance by an Actress in a Mini-Series or a Motion Picture Made for Television) — depuis 1982
- Meilleur acteur dans un second rôle dans une mini-série, une anthologie ou un téléfilm (Best Supporting Actor in a Limited Series/Anthology or Motion Picture Made for Television) — depuis 2023[5]
- Meilleure actrice dans un second rôle dans une mini-série, une anthologie ou un téléfilm (Best Supporting Actress in a Limited Series/Anthology or Motion Picture Made for Television) — depuis 2023[5]

Récompenses passées :
- Meilleure série télévisée (Television Series) — de 1962 à 1969
- Meilleur acteur dans une série télévisée (Actor in a Television Series) — de 1962 à 1969
- Meilleure actrice dans une série télévisée (Actress in a Television Series) — de 1962 à 1969
- Meilleur producteur ou réalisateur de télévision (Television Producer/Director) — 1963 ;
- Meilleure contribution télévisée (Television Achievement) — de 1956 à 1961
- Meilleur acteur dans un second rôle dans une série, une mini-série ou un téléfilm (Best Performance by an Actor in a Supporting Role in a Series, Mini-Series or Motion Picture Made for Television) — de 1971 à 2022[5]
- Meilleure actrice dans un second rôle dans une série, une mini-série ou un téléfilm (Best Performance by an Actress in a Supporting Role in a Series, Mini-Series or Motion Picture Made for Television) – de 1971 à 2022[5]

### Récompenses spéciales
Récompenses actuelles :
- Cecil B. DeMille Award — depuis 1953 (récompense une carrière dans le cinéma)
- Golden Globe Ambassador (anciennement intitulé Miss Golden Globe jusqu'en 2017) — depuis 1963
- Carol Burnett Award — depuis 2019 (récompense une carrière à la télévision)[6]

Récompenses passées :
- Henrietta Award (World Film Favorite) — de 1951 à 1980 (récompense un acteur ou une actrice)
- Hollywood Citizenship Award — de 1956 à 1957
- Samuel Goldwyn International Award — de 1959 à 1965

## Faits marquants

### Records
Le 9 décembre 2019, Meryl Streep améliore son record du plus grand nombre de nominations (32), suivie par John Williams (26) et Jack Lemmon (22). Elle co-détient aussi le record du plus grand nombre de récompenses avec 8 Golden Globes, record partagé avec Tom Hanks.
Cependant, en incluant les prix spéciaux également décernés par la Hollywood Foreign Press Association tels que l'Henrietta Award ou le Cecil B. DeMille Award, Barbra Streisand est l'artiste la plus récompensée (avec 9 Golden Globes).
Jack Nicholson et Sophia Loren ont chacun été récompensés par 7 Golden Globes, suivis par Elizabeth Taylor, Jessica Lange, Angela Lansbury, Michael Douglas,, Nicole Kidman, Robin Williams (6), Al Pacino, Clint Eastwood, Sean Connery et Jack Lemmon (5).
De plus, quatre actrices ont remporté deux Golden Globes pour deux rôles différents la même année :
- Sigourney Weaver (1989) : meilleure actrice dans un film dramatique pour Gorilles dans la brume et meilleure actrice dans un second rôle pour Working Girl ;
- Joan Plowright (1993) : meilleure actrice dans un second rôle pour Avril enchanté et meilleure actrice dans une mini-série ou un téléfilm pour Stalin (en) ;
- Helen Mirren (2007) : meilleure actrice dans un film dramatique pour The Queen et meilleure actrice dans une mini-série ou un téléfilm pour Elizabeth I ;
- Kate Winslet (2009) : meilleure actrice dans un film dramatique pour Les Noces rebelles et meilleure actrice dans un second rôle pour The Reader.

Lors de la 74e cérémonie des Golden Globes, le film La La Land bat le record du nombre de Golden Globes obtenu par un seul film, remportant sept prix sur ses sept nominations. S'ensuivent Vol au-dessus d'un nid de coucou et Midnight Express qui ont chacun remporté 6 Golden Globes.

### Controverses
Les Golden Globes ont été marqués par plusieurs controverses au fil des années. En 1982, Pia Zadora remporte le Golden Globe du meilleur espoir (Newcomer of the Year) pour sa prestation dans Butterfly. Cette récompense suscite des accusations selon lesquelles les membres de la Hollywood Foreign Press Association auraient été achetés. Le mari de Zadora, le multimillionnaire Meshulam Riklis, aurait invité les votants dans son casino de Las Vegas, le Riviera, donnant l'impression qu'ils auraient voté pour Zadora afin de le rembourser. Il aurait aussi invité les membres de la HFPA dans sa maison pour un fastueux repas et une projection du film. De plus, le film n'était pas sorti à la date de la cérémonie, ce qui aurait dû le rendre inéligible pour un prix.
En 2011, peu de temps avant la 68e cérémonie des Golden Globes, des soupçons de corruption sont dévoilés. En effet, la liste des nominations attire le scepticisme à la suite des nominations attribuées au film The Tourist, qui a pourtant connu un échec critique. De plus, bien qu'étant catégorisé comme thriller, The Tourist est alors nommé dans des catégories récompensant les comédies ou films musicaux.
Deux anciens responsables de la communication allèguent dans une plainte que les membres « abusent de leurs positions et s'engagent dans des accords et arrangements potentiellement illégaux et en manquement à l'éthique », faisant ainsi peser sur la cérémonie un soupçon de pot-de-vin en échange de voix[réf. nécessaire].
La Hollywood Foreign Press Association est par ailleurs souvent pointée du doigt pour son manque de diversité dans son organisation et au sein de ses membres. Le 10 mai 2021, le réseau NBC — diffuseur habituel de la cérémonie — annonce qu'il ne diffusera pas la 79e cérémonie pour soutenir un mouvement de boycott envers l'association et de nombreuses célébrités ont décidé de ne pas participer à la remise de prix. NBC précise reprendre la diffusion en 2023 si des efforts sont faits. À la suite de cela, la HFPA annonce un planning de réformes. Le 1er octobre 2021, la HFPA publie une liste de vingt-et-un nouveaux membres recrutés selon les nouvelles réformes en vigueur.
De manière plus générale, il est reproché à l'organisation de ne pas compter, parmi ses votants, de grands noms de la critique ou de la presse écrite[réf. nécessaire]. Ses membres sont souvent décrits comme des journalistes "semi-amateurs", travaillant, souvent de manière sporadique, pour des publications ou des sites internets confidentiels voire peu qualitatifs[réf. nécessaire]. En 2021, le magazine LA Times relevait ainsi que le profil de son corps électoral pouvait déconcerter[réf. nécessaire]. Le journal y relevait la présence d'une ancienne Miss Univers (Margaret Gardiner), d'acteurs de second plan (Lisa Lu, Noel de Souza), d'une mondaine passionnée par l'univers du luxe (Yola Czaderska-Hayek) ou encore d'un bodybuildeur devenu acteur et producteur de séries Z (Alexander Nevsky).